# هاتیجه آکباش
هاتیجه آکباش (ترکی استانبولی: Hatice Akbaş؛ زادهٔ ۱ ژانویهٔ ۲۰۰۲) بوکسور زن اهل ترکیه است.